# Oliver Stritzel
Oliver Stritzel (Berlino Ovest, 9 marzo 1957) è un attore e doppiatore tedesco.

## Biografia
Oliver Stritzel ha iniziato la sua carriera come attore teatrale alla Freie Volksbühne di Berlino e al Teatro Comunale di Bonn. Ha debuttato nel cinema con il film Das Boot di Wolfgang Petersen. È diventato noto a un ampio pubblico televisivo nel ruolo del poliziotto di provincia Kalle Küppers nella serie televisiva Polizeiruf 110, accanto a Martin Lindow e Andrea Sawatzki. 

## Filmografia

### Cinema
- U-Boot 96 (Das Boot) - regia di Wolfgang Petersen (1981)
- Der Mann auf der Mauer - regia di Reinhard Hauff (1982)
- Der Hammermörder - regia di Bernd Schadewald (1990)
- Der geköpfte Hahn - regia di Radu Gabrea (2007)

### Televisione
- Die Rückkehr der Träume - regia di Renke Korn film TV (1983)
- Faber l'investigatore (Der Fahnder) - serie TV (1986-1999)
- Meister Eder und sein Pumuckl - serie TV (1988)
- Soko 5113 - serie TV (1989)
- Eurocops - serie TV (2 episodi) (1989,1991)
- Un caso per due (Ein Fall für zwei) - serie TV (6 episodi) (1990-2008)
- Lady Cop (Die Kommissarin) - serie TV (1994)
- Alle lieben Willy Wuff - regia di Maria Theresia Wagner - film TV (1995)
- La nave dei sogni (Das Traumschiff) - serie TV (1995,2001)
- Polizeiruf 110 - serie TV (1995-2004)
- Im Namen des Gesetzes - serie TV (1996)
- Ein starkes Team - serie TV (1996, 2006)
- Tatort - serie TV (1998-2021)
- Denninger – Der Mallorcakrimi - serie TV (2003)
- Squadra Speciale Cobra 11 (Alarm für Cobra 11 – Die Autobahnpolizei) - serie TV (2004-2011)
- Wolff, un poliziotto a Berlino (Wolffs Revier) - serie TV (2004)
- Der letzte Zeuge - serie TV (2005)
- Balko - serie TV (2005)
- SOKO - Misteri tra le montagne (SOKO Kitzbühel) - serie TV (2 episodi) (2005,2008)
- Squadra Speciale Colonia (SOKO Köln) - serie TV (2 episodi) (2007,2015)
- GSG9 - Squadra d'assalto (GSG 9 - Ihr Einsatz ist ihr Leben) - serie TV (2007)
- Il commissario Schumann (Der Kriminalist) - serie TV (2007)
- Guardia costiera (Küstenwache) - serie TV (2009)
- Die Rosenheim-Cops - serie TV (2 episodi) (2010,2012)
- Squadra Speciale Stoccarda (SOKO Stuttgart) - serie TV (2010,2021)
- Countdown (Countdown - Die Jagd beginnt) - serie TV (24 episodi) (2010-2012)
- Alpha 0.7 – Der Feind in dir - serie TV (6 episodi) (2012)
- Squadra speciale Lipsia (SOKO Leipzig) - serie TV (2013)
- Last Cop - L'ultimo sbirro (Der letzte Bulle) - serie TV (8 episodi)(2014)
- Morden im Norden - serie TV (2016)
- Der Alte - serie TV (2018)
- Hamburg Distretto 21 (Notruf Hafenkante"") - serie TV (2018)
- 23 Morde – Bereit für die Wahrheit? - serie TV (2019)
- Rosamunde Pilcher - serie TV (2020)
- Der Bergdoktor - serie TV (2020)
- Hubert ohne Staller - serie TV (2022)

## Doppiaggio

### Cinema
- Mark Pellegrino in La banda dei Rollerboys
- Ben Cross in Il primo cavaliere
- Ron Perlman in La città perduta
- Dwayne Johnson in Il tesoro dell'Amazzonia, Southland Tales - Così finisce il mondo
- Dave Bautista in Riddick
- Russell Crowe in Mistery, Alaska, Insider - Dietro la verità
- Thomas Haden Church in Spider-Man 3
- Kevin Bacon in Loverboy, False verità, Death Sentence
- Mickey Rourke in Spun
- Dorian Harewood in Mistero alle Bermuda, Glitter
- Hugo Weaving in V per Vendetta, Cloud Atlas
- Josh Brolin in Wall Street - Il denaro non dorme mai, Gangster Squad, Un giorno come tanti, Vizio di forma
- J. K. Simmons in  Whiplash, La La Land, Uno Rosso
- Bruce Greenwood in Il dolce domani, Striscia, una zebra alla riscossa, 8 amici da salvare, Déjà vu - Corsa contro il tempo, Mao's Last Dancer, Super 8, Star Trek, Into Darkness - Star Trek, Doctor Sleep
- Idris Elba in Pacifici Rim, Bastille Day - Il colpo del secolo, Fast & Furious - Hobbs & Shaw, The Suicide Squad - Missione suicida, Thor: Love and Thunder, Tremila anni di attesa
- Philip Seymour Hoffman in Flawless - Senza difetti ,Ubriaco d'amore , ...e alla fine arriva Polly, Mission: Impossible III , La famiglia Savage, Il dubbio, I Love Radio Rock, L'arte di vincere, The Master, Una fragile armonia, Hunger Games - La ragazza di fuoco, La spia - A Most Wanted Man, Hunger Games - Il canto della rivolta - Parte 1, Hunger Games - Il canto della rivolta - Parte 2
- Jess Harnell in Transformers - La vendetta del caduto[1]
- David Sobolov[2] in Transformers - Il risveglio
- Clancy Brown in John Wick 4

### serie televisive
- Kevin Sorbo in Supergirl

### Animazione
- Membro del consiglio in Final Fantasy
- Helmeppo in One Piece
- Xibalba in Il libro della vita
- Kai in Kung Fu Panda 3
- Chief Bogo in Zootropolis
- Knuckles the Echidna in Sonic 2 - Il film, Knuckles, Sonic 3 - Il film
- Husk in Hazbin Hotel

### Videogiochi
- Kane in Kane & Lynch: Dead Men, Kane & Lynch 2: Dog Days
- Adéwalé in Assassin's Creed IV: Black Flag, Assassin's Creed: Rogue
- Marcus Fenix in Gears of War 4, Gears 5
- Jhin in League of Legends
- Colt in Deathloop
- Solomon Reed in Cyberpunk 2077